# Congrés Internacional de la Llengua Espanyola

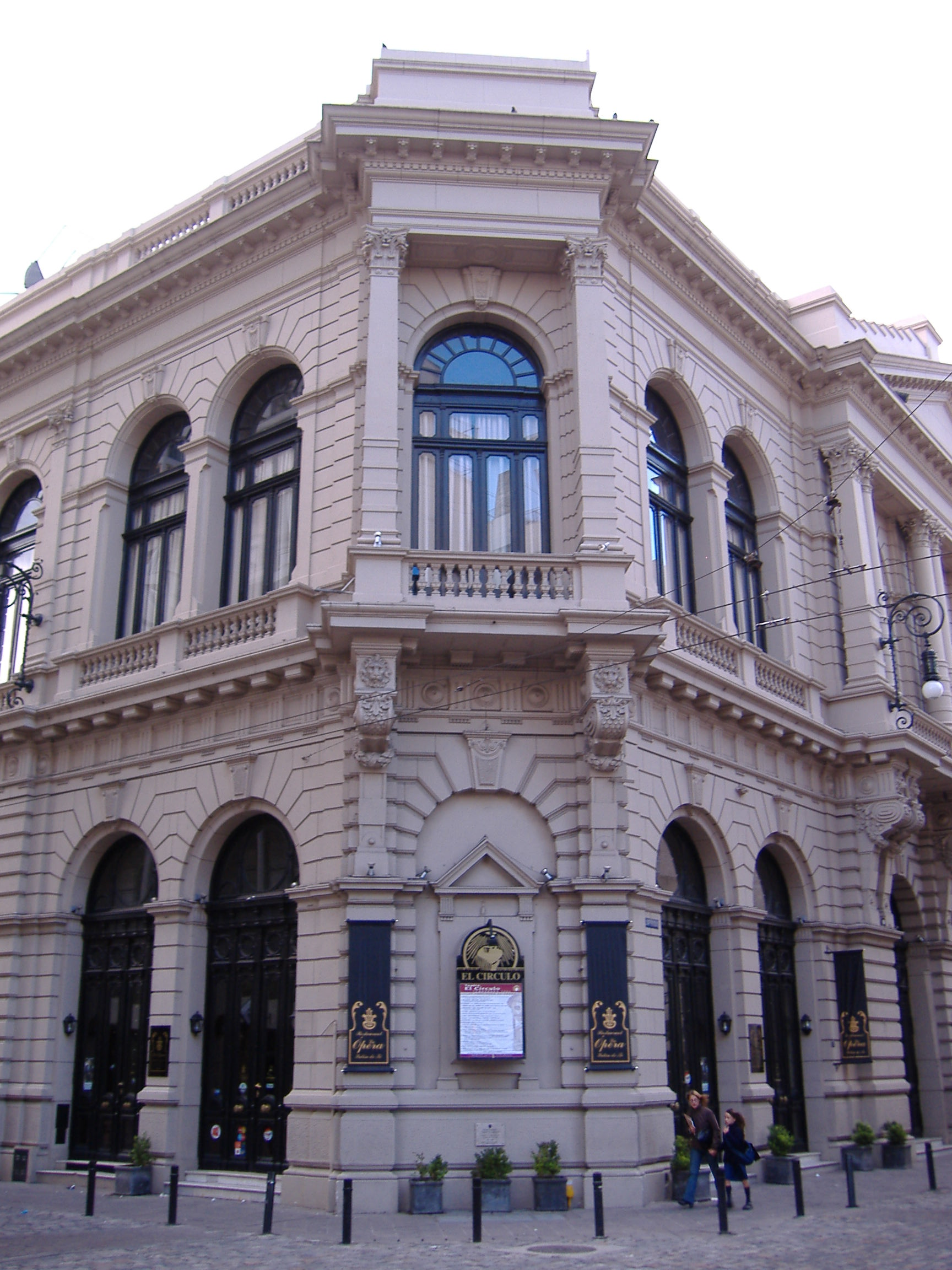
Teatre El Cercle, seu delvIII Congrés en Rosario, Argentina.

El Congrés Internacional de la Llengua Espanyola és un fòrum de reflexió sobre l'idioma espanyol, en què es discuteix sobre la situació, problemes i reptes de la llengua. Es realitza cada tres anys en alguna ciutat d'Espanya o Hispanoamèrica i la seva organització està a càrrec de l'Institut Cervantes, que compleix les funcions de secretaria general permanent dels Congressos, la Reial Acadèmia Espanyola i l'Associació d'Acadèmies de la Llengua Espanyola, així com el país organitzador de cada edició.
El seu motiu és la reflexió sobre la situació, problemes i reptes de l'espanyol. Pretenen avivar la consciència de corresponsabilitat de governs, institucions i persones en la promoció i en la unitat de la llengua, entesa com a instrument vertebrador de la comunitat iberoamericana en tots els ordres, en diàleg amb altres llengües que són viu patrimoni comú d'ella. Els participants són escriptors, acadèmics, intel·lectuals, professionals i experts relacionats amb la lingüística, les comunicacions i l'espanyol.

## Congressos realitzats
| Edició | Data                                                 | Ciutat              | País      | Lema                                                               |
| ------ | ---------------------------------------------------- | ------------------- | --------- | ------------------------------------------------------------------ |
| I      | Entre el 7 i l'11 d'abril de 1997                    | Zacatecas           | Mèxic     | «La llengua i els mitjans de comunicació»                          |
| II     | Entre el 16 i el 19 d'octubre de 2001                | Valladolid          | Espanya   | «L'idioma espanyol en la societat de la informació»                |
| III    | Entre el 17 i el 20 de novembre de 2004              | Rosario             | Argentina | «Identitat llingüística i globalització»                           |
| IV     | Entre el 26 y el 29 de març de 2007                  | Cartagena de Indias | Colòmbia  | «Present i futur de la llengua espanyola. Unitat en la diversitat» |
| V      | Suspès (programat entre el 2 i el 6 de març de 2010) | Valparaíso          | Xile      | «Amèrica en la llengua espanyola»                                  |
| VI     | Entre el 20 i el 23 d'octubre de 2013                | Panamà              | Panamà    | «L'espanyol en el llibre»                                          |

## Controvèrsies

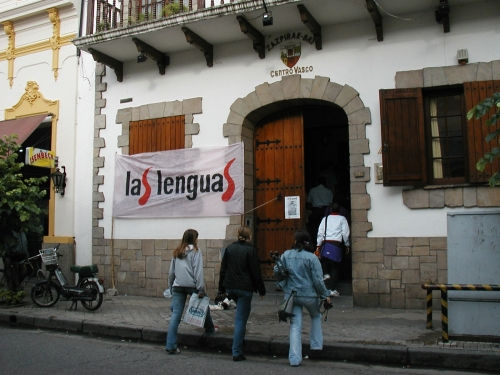
Cartell del «Congrés de les Llengües».

Malgrat la seva breu història, el Congrés no ha mancat de la seva ració d'agres disputes. Al primer Congrés, la ponència de Gabriel García Márquez, titulada Ampolla al mar per al déu de les paraules, va advocar per la «jubilació de l'ortografia».
De manera simultània a la realització del tercer Congrés en Rosario, l'argentí Adolfo Pérez Esquivel, Premi Nobel de la Pau, va inaugurar el primer Congrés de les llengües (sic) per reivindicar la recuperació de la memòria i la identitat de les llengües dels pobles indígenes d'Amèrica. D'altra banda, es va cancel·lar la participació de la lingüista Rosario Nélida Donni de Mirande, acusada per la Universitat de Rosario de col·laborar amb l'última dictadura militar a l'Argentina (1976-1983).